# بلوزا
بلوزا هي قرية لبنانية من قرى قضاء بشري في محافظة الشمال. تعني تسميتها بلدة اللوز لكثرة اللوز الموجود فيها قديما، يبلغ عدد سكانها حوالي 700 نسمة يتوزعون بين الساحل والجبل، ينتشرون ساحلا على مناطق زغرتا وجبيل وجونية.